# Riz samba
Le riz samba est une variété de riz cultivée au Sri Lanka et dans certaines régions de l’Inde (principalement le Tamil Nadu). Ses grains sont petits et ovulaires par rapport au riz basmati plus allongé.
Une sous-variété du riz samba, appelé le seeraga samba ou jeera samba (சீரக சம்பா (Sīraga sambā) ou « samba cumin » en tamoul, du fait de sa ressemblance avec les graines de cumin), est particulièrement populaire à la consommation dans le sud-est de l'Inde. Elle est exclusivement cultivée le long de la Cauvery et en son delta en particulier, notamment dans les taluka de Vellapallam et de Keevalur du district de Nagapattinam, d'Uppiliyapuram du district de Tiruchirappalli et dans divers secteurs du district de Thanjavur. Cette sous-variété fait l'objet d'une demande d'indication géographique protégée en cours de traitement,.